# ロンジー

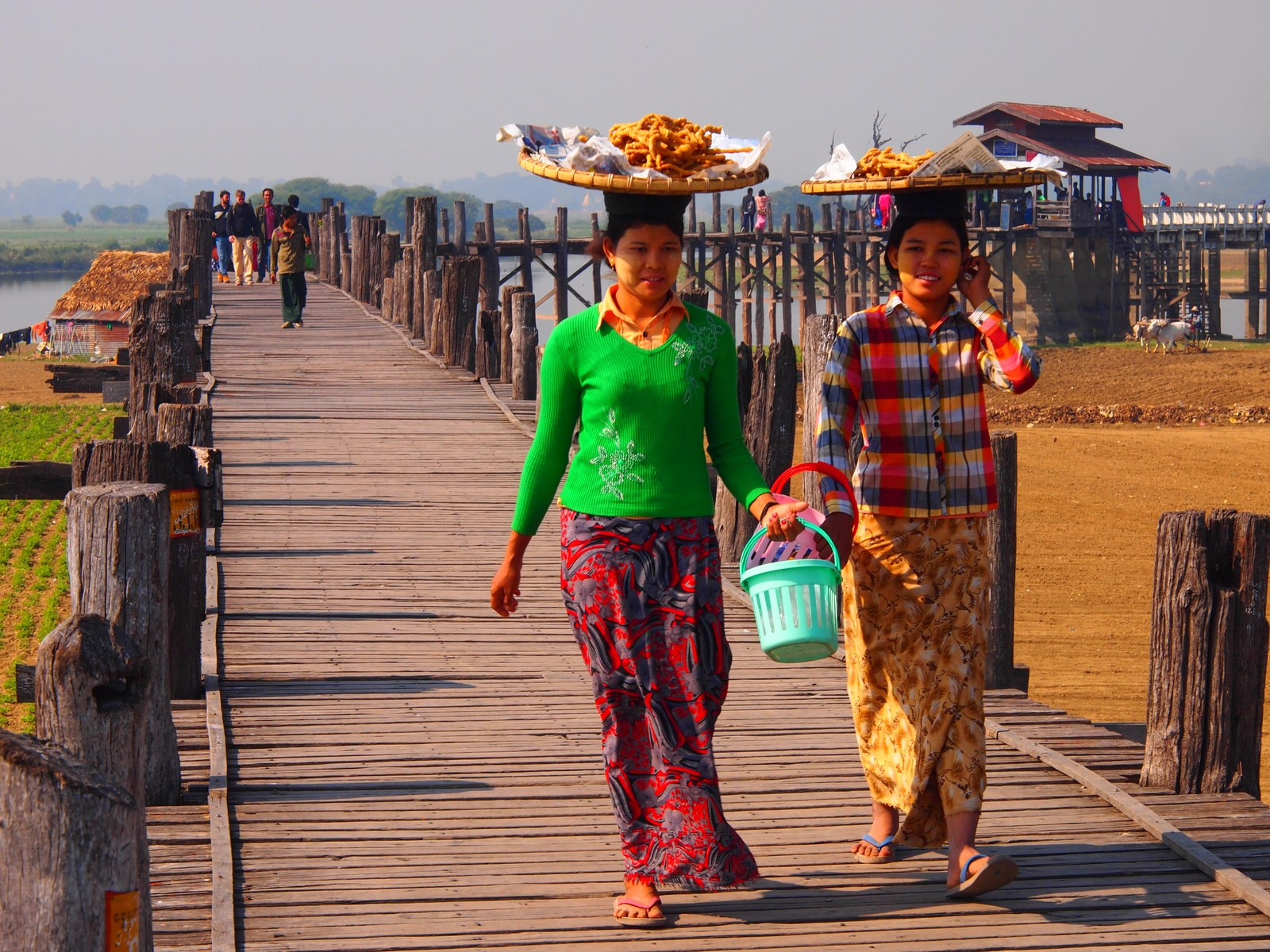
ロンジーを着用した2人の女性

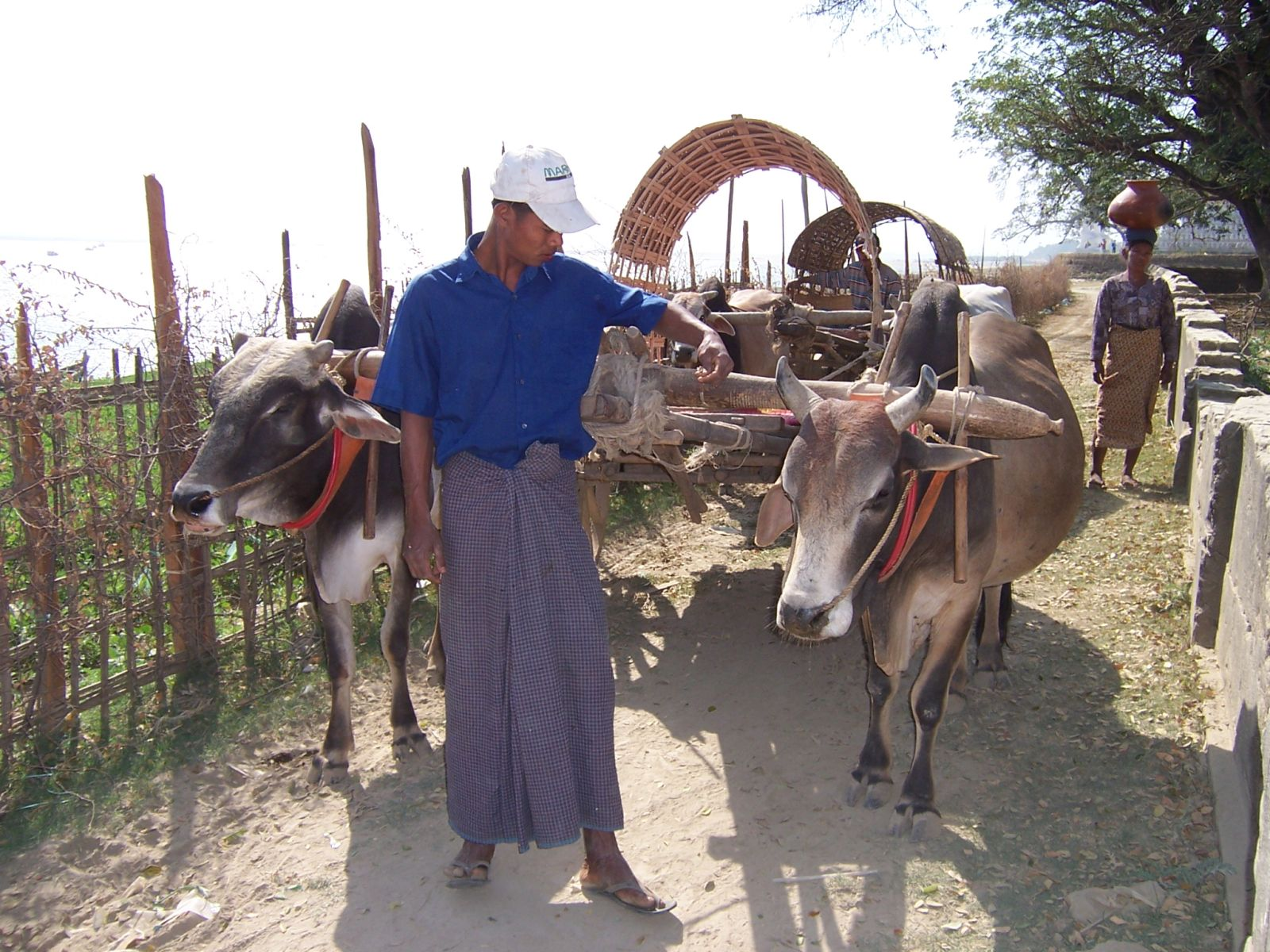
ロンジーを着用した男性

ロンジー（ビルマ語: လုံချည် /lòund͡ʒì/）とは、ミャンマー（ビルマ）で日常的に着用されている伝統的な民族衣装である。下半身に着用する筒状の衣類で、男性用のロンジーはパソー（ビルマ語: ပုဆိုး /pəsʰó/）、女性用のロンジーはタメイン（ビルマ語: ထဘီ /tʰəmèĩ/）と呼ばれる。

## 特徴
ロンジーは輪状に縫った布である。腰に巻きつけて固定し、通性は体の正面で、女性は左右いずれかに布を寄せて結びつける。長さは通常足首丈までで、ミャンマーの都市部ではスカート風にした丈の短いロンジーを着用する女性もいるが、そうした場合でも丈を膝より短くすることはない。ロンジーは伝統的な上着であるエンジーと共に着られるだけでなく、女性はブラウスやTシャツ、男性はワイシャツやTシャツなどの既製服と合わせて着ることもある。ミャンマーの女性は、上下の衣服の色柄の組み合わせやロンジーの丈の長短によって自分ならではの個性を表現しようとしている。生地には一般的に木綿が使われるが、式典や特別な行事では高価な絹織のロンジーが着用される。男性の場合は絹のロンジーにタイポン・エンジーと呼ばれる上着にガウンバウンという帽子、女性の場合は絹のロンジーと上着の上に羽織るレースのヴェールが正装となる。
ロンジーはミャンマーでの日常生活に適した衣服と言われている。山道を通ってのパゴダの参拝、高所への移動のために脚を掲げた場合など股を大きく開いた場面でも、布地に余裕があるロンジーは脚を簡単に隠すことができる。裾をたくし上げれば水浸しの場所でも布を汚さず、服を着たままの水浴びにも適している。実用面以外に伝統文化への愛着、長らく続いた輸出入の統制のために外国製の衣服の入手が困難だったことが、ロンジーが日常的に着用される理由に挙げられている。ミャンマー政府は日常的に着用されるロンジーを国民が伝統文化に対して抱く敬意の象徴として強調し、2011年の民政移管以降も変わらず広く愛用されている。

## 絵柄
学生と教師は緑のロンジーと白のエンジー、看護師は赤のロンジーと白のエンジーといったように、ロンジーとエンジーには民族、職業ごとに決められた色と模様がある。
アチェイッと呼ばれる波模様はビルマ族の代表的なロンジーの柄であり、18世紀にはインドのマニプールから招いた織物職人によって、アチェイをあしらった絹織物がマンダレーの宮廷で流行した。緯絣のタメインは「チェンマイ」を意味するジンメーの名前で呼ばれており、タイ族がシャン州で広めたものだといわれている。鉤、菱形、斜めに走る縞模様が緯絣で表現されている点がジンメーの特徴で、タイ、カンボジアからの影響を受けていると考えられている。人気のある絵柄の一つに「キモノ」と呼ばれるものがあるが、これは東京の布団屋が在日ビルマ人の要望を受けて考案した、布団用の布地に金箔をちりばめたシングル幅の綿布である。インドネシアのバティックもロンジーの素材として人気を博している。